# David Forde

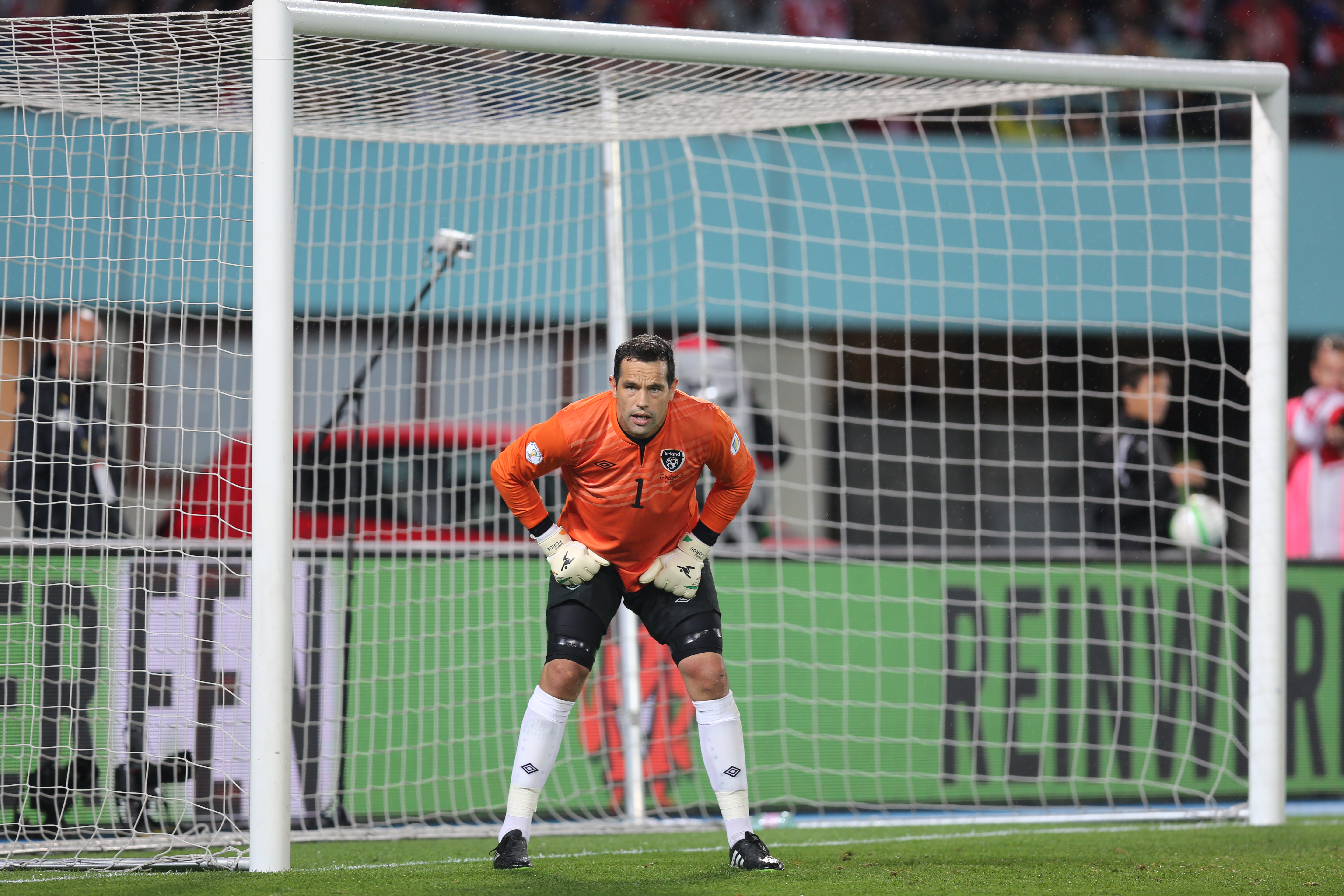
David Forde beim Länderspiel gegen Österreich 2013

David Forde (* 20. Dezember 1979 in Galway) ist ein irischer Fußballtorhüter.

## Karriere
David Forde stammt aus der Jugend seines Heimatvereins Galway United und spielte dort ab 1999 in der ersten Mannschaft. In seinem zweiten Jahr wurde er bereits Stammtorhüter. Es folgte ein kurzes Zwischenspiel beim walisischen Verein Barry Town, bevor er Anfang 2002 vom englischen Zweitligisten West Ham United unter Vertrag genommen wurde. Dort konnte er sich allerdings nicht etablieren und wurde stattdessen erst an Derry City und später an den FC Barnet ausgeliehen.
2004 kehrte er zu Galway zurück, 2005 wechselte er zu Derry City und wurde mit dem Verein 2005 irischer Vizemeister, im Jahr darauf wiederholten sie die Platzierung und gewannen außerdem den irischen Pokalwettbewerb.
Ab 2007 versuchte es der irische Torwart dann in mehreren Anläufen bei Cardiff City, Luton Town und dem AFC Bournemouth erneut im englischen Fußball, bevor er 2008 schließlich zum FC Millwall kam. Von Anfang an war er bei den Löwen aus dem Südosten von London die unumstrittene Nummer eins. Zweimal hintereinander erreichte er mit dem Drittligisten die Aufstiegs-Play-offs und 2010 gelang im zweiten Anlauf der Aufstieg in die Football League Championship, die zweithöchste englische Spielklasse. Ein gehaltener Elfmeter machte ihn zum Aufstiegshelden. Im ersten Jahr nach dem Aufstieg stellte der Liganeuling mit 48 Gegentoren die drittbeste Abwehr und in 20 Partien spielte Forde zu Null. In drei Jahren hatte er zudem jeweils alle 46 Saisonspiele und dazu 6 Play-off-Spiele ohne Ausfall bestritten. In der Saison 2011/12 zog er sich jedoch am 17. Spieltag eine Hüftverletzung zu und fiel einige Zeit aus. In der Rückrunde musste er um seinen Stammplatz kämpfen und saß im Saisonfinale auf der Ersatzbank.

## Nationalmannschaft
Nach einer für einen Aufsteiger herausragenden Saison bei Millwall mit bis dahin 17 Spielen ohne Gegentreffer wurde David Forde im März 2011 mit 31 Jahren erstmals von Nationaltrainer Giovanni Trapattoni für zwei Länderspiele nominiert. Bei der nächsten Nominierung kam er dann zu seinem Debüt im Nationaltrikot, als am 24. Mai die Nummer eins Shay Given in einem Freundschaftsspiel gegen Nordirland in der 72. Minute vom Feld musste und er als Ersatz ins Tor kam. Beim übernächsten Freundschaftsspiel gegen Italien durfte er dann über die volle Spielzeit im Tor stehen. Beide Male blieb er ohne Gegentor.
Ende Mai 2012 wurde er als dritter Torhüter in das EM-Aufgebot Irlands berufen, kam aber nicht zum Einsatz. Forde stand ebenfalls beim EM-Qualifikationsspiel Deutschland gegen Irland (1:1) am 14. Oktober 2014 in Gelsenkirchen im Tor. Am 12. Mai 2016 wurde er von Nationaltrainer Martin O’Neill, obwohl er seit Anfang Januar 2016 kein Ligaspiel mehr bestritten hat, als einer von vier Torhütern und einziger Drittligaspieler in das vorläufige 35 Spieler umfassende Aufgebot für die EM 2016 berufen. Er wurde danach im letzten Testspiel gegen Belarus vor der endgültigen Kadernominierung nach mehr als 18 Monaten Länderspielpause noch einmal eingewechselt, aber letztlich nicht für die EM-Endrunde berücksichtigt.

## Erfolge
- Irischer Pokalsieger 2005 mit Derry City
- Irischer Vizemeister 2005 und 2006 mit Derry City
- Aufstieg in die Football League Championship 2010 mit dem FC Millwall